# Janet Devlin
Janet Maureen Aoife Devlin (* 12. listopadu 1994) je zpěvačka, skladatelka a písničkářka ze Severního Irska,   která v roce 2011 soutěžila v osmé sérii soutěže The X Factor, kde skončila na pátém místě. Debutové album Janet Devlin bylo vydáno v říjnu 2012 prostřednictvím vydavatele PledgeMusic dne 1. července 2013. 

## Raný život a vzdělávání
Janet Devlin je nejmladší ze čtyř dětí rodičů Aquinas a Pat Devlin a má tři starší bratry: Jasona, Gavina a Aarona. Před vstupem do X Factor žila se svými rodiči a bratry v Gortinu v hrabství Tyrone v Severním Irsku. Navštěvovala irskou jazykovou školu  a později navštěvovala Drumragh Integrated College, kde dokončila povinnou školní docházku. 
Courtney Love v rozhovorech uvedla, že věří, že Janet a její rodina jsou vzdálenými příbuznými Kurta Cobaina  i když Devlin uvedla, že si není vědoma žádného spojení. Jedinou veřejnou zkušeností před konkurzem do The X Factor bylo vystoupení ve škole, hospodách a místních talentových show. Na svůj oficiální kanál na YouTube nahrála několik videí svého zpěvu. 

## Kariéra

### 2011:X Factor
V roce 2011 se Janet účastnila konkurzu do osmé série talentové soutěže The X Factor.  Její konkurz byl vysílán 20. srpna 2011, kde zazpívala píseň Eltona Johna „Your song“.  Její konkurz byl úspěšný, protože ji celá porota, Louis Walsh, Tulisa, Kelly Rowland a Gary Barlow, poslala do dalšího kola. V prvním týdnu živých vystoupení předvedla píseň od Coldplay „Fix You“ a do dalšího kola byla zařazena mentorkou Kelly Rowlandovou, protože v prvním týdnu nebylo hlasování veřejnosti. Janet zvítězila ve veřejném hlasování vícekrát než kterýkoli jiný soutěžící, přičemž získala nejvíce veřejných hlasů za první čtyři týdny hlasování (týdny 2, 3, 4 a 5)   a dosáhla čtvrtfinále. Členové poroty Walsh a Tulisa hlasovali pro ni, Rowland se hlasování zdržel. Statistiky hlasování odhalily, že Janet získala více hlasů než Misha B. (jiná soutěžící), což znamená, že pokud by se výsledek dostal do slepé uličky, Devlin by postoupila do semifinále a Misha B by byla vyloučena. Janet zpívala píseň „Chasing cars“ od skupiny Snow Patrol. Během živých vysílání tweetovala Courtney Love 0Simonu Cowellovi, aby nabídla Devlininu skladbu Nirvany pro show.  To se však nestalo.

#### VýkonyX Factor
Získala nejvíce veřejných hlasů     Mezi posledními dvěma soutěžícími
| Část soutěže                    | Píseň                        | Píseň                        | Píseň                        | Píseň                        | Téma                | Výsledek        |
| ------------------------------- | ---------------------------- | ---------------------------- | ---------------------------- | ---------------------------- | ------------------- | --------------- |
| Konkurs                         | Your song”                   | Your song”                   | Your song”                   | Your song”                   | Svobodná volba      | Postup          |
| Bootcamp 1                      | Breakeven                    | Breakeven                    | Breakeven                    | Breakeven                    | Bootcamp výzva      | Postup          |
| Bootcamp 2                      | I Don't Want to Miss a Thing | I Don't Want to Miss a Thing | I Don't Want to Miss a Thing | I Don't Want to Miss a Thing | Svobodná volba      | Postup          |
| Domy soudců                     | Beautiful                    | Beautiful                    | Beautiful                    | Beautiful                    | Svobodná volba      | Postup          |
| Domy soudců                     | Cosmic Love                  |                              |                              |                              | Svobodná volba      | Postup          |
| Živá show 1                     | Fix You                      | Fix You                      | Fix You                      | Fix You                      | Británie vs Amerika | Postup          |
| Živá show 2                     | Can't Help Falling in Love   | Can't Help Falling in Love   | Can't Help Falling in Love   | Can't Help Falling in Love   | Love song           | Postup (1.)     |
| Živá show 3                     | Sweet Child o 'Mine          | Sweet Child o 'Mine          | Sweet Child o 'Mine          | Sweet Child o 'Mine          | Rock                | Postup (1.)     |
| Živá show 4                     | Every Breath You Take        | Every Breath You Take        | Every Breath You Take        | Every Breath You Take        | Halloween           | Postup (1.)     |
| Živá show 5                     | I Want You Back              | I Want You Back              | I Want You Back              | I Want You Back              | Klubová klasika     | Postup (1.)     |
| Živá show 6                     | Somebody to Love             | Somebody to Love             | Somebody to Love             | Somebody to Love             | Lady Gaga vs. Queen | Postup (2.)     |
| Živá show 7                     | Kiss Me                      | Kiss Me                      | Kiss Me                      | Kiss Me                      | Filmy               | Postup (3.)     |
| Čtvrtfinále                     | MMMBop                       | MMMBop                       | MMMBop                       | MMMBop                       | Provinilé potěšení  | Spodní dva (4.) |
| Čtvrtfinále                     | Under the Bridge             | Under the Bridge             | Under the Bridge             | Under the Bridge             | Hrdinové            | Spodní dva (4.) |
| Konečné zúčtování (čtvrtfinále) | Chasing Cars                 | Chasing Cars                 | Chasing Cars                 | Chasing Cars                 | Save me song        | Eliminována     |

Brzy poté, co byla vyřazena z The X Factor, Devlin odzpívala několik koncertů na různých místech Velké Británie. Jedním z nich bylo proslulé místo konání G-A-Y v sobotu 3. prosince 2011.    Byla jednou ze soutěžících, kteří měli vystoupit na X Factor Live Tour 2012, které se konalo ve městech po celé Velké Británii a Irsku.  Předvedla fanouškům oblíbené coververze písní 'Fix You' a 'Sweet Child o' Mine '. 

### 2012–2013:Hide & Seek
Bylo oznámeno, že Janet obdržela alespoň tři nabídky smlouvy o nahrávání.  Během několika hodin od opuštění show nabídla nahrávací smlouvu nahrávací společnosti RKA Records, částečně vlastněné hvězdou Dragons' Den (britský televizní pořad) a podnikatelem Duncanem Bannatynem. 
Po koncertě X Factor Live Tour začala Janet pracovat na svém debutovém albu v Steelworks Recording Studios v Sheffieldu. Poprvé byla v nahrávacím studiu dne 28. května 2012, kde napsala a nahrála tři písně („Crown of Thorns“, „Thinking Back Yesterday“ a „Who Am I Today?“) s vítězem Grammy a Ivor Novella Award – producentem Eliot Kennedy  a jeho týmem. Píseň „Crown of Thorns“, která byla jednou z prvních, kterou napsala, spolu s Jimem Jayawardenou a Philippou Hannou (z týmu Kennedy's Steelworks) se rychle stala součástí jejích koncertů. 
Devlin napsala všechny své písničky, obvykle s jedním spoluautorem, pro zařazení do svého debutového alba. Psala se skladateli Joe Janiak, Helen Boulding  a Ethan Ash.  V roce 2013 uvedla v rozhovorech, že napsala kolem 25 písní a bude pokračovat v psaní dalších, aby měla nejlepší možné album.  Dne 26. října 2012 debutovala na svém kanálu YouTube dvěma novými, živými vydáními. Jednalo se o skladby „Wonderful“, kterou napsala společně s Newtonem Faulknerem a „Crown of Thorns“.
Janetino debutové album bylo vypuštěno na platformě Pledge Music, včetně možnosti nahrát jí doprovodné vokály (ačkoli se to nikdy nestalo). V prosinci 2012 bylo uvedeno, že album bude vydáno v roce 2013, přičemž během prvních dvou týdnů dosáhlo 45 % potřebné zástavy.  Janet dosáhla 100% na Silvestra 2012 a začala nahrávat své album začátkem roku 2013. Dne 26. června 2013 dokončila nahrávání omezeně vydávané verze svého debutového alba. Prodej alba Hide & Seek byl spuštěn 1. července 2013.  Janet vydala exkluzivní bonusové akustické EP, Nothing Lost, dne 14. srpna 2013. 
Dne 25. června 2013 Janet opět spolupracoval s Newtonem Faulknerem a poskytla vokály pro jeho nové album #studiozoo. Jedanlo se o vokály do dvou skladem „Plastic Hearts“. Živá verze její písně „Things We Lost in the Fire“, měla premiéru na svém kanálu YouTube dne 6. prosince 2013. 

### 2014:Running with Scissors
Na začátku ledna 2014 debutovala v živé relaci BalconyTV novou živou verzí své písně „Delicate“.  Ve dnech 2. a 9. března a znovu 23. března vyhrála Balcony TV Global Music Rumble dva týdny v řadě.   
V březnu 2014 oznámila, že vydání jejího debutového alba s novým názvem Running with Scissors bude 9. června. Album by mělo obsahovat singl „House of Cards“  s 3 dalšími novými původními písněmi („Whiskey Lullabies“, „Lifeboat“ a „When You Were Mine“). Dne 12. října 2015 Devlin oznámila, že bude znovu používat platformu Pledge Music, aby zahájila předobjednávku vánočního prosincového EP Daze.

### 2015-2018:EPa singly
Od vydání Running with Scissors vydala Janet řadu EP a singlů. „I Lied To You“ v prosinci 2018; velmi osobní, duše prohledávající emoce, které podnítily rozhovory na sociálních médiích o výzvách, kterým mladí lidé v dnešní společnosti čelí. 

### 2019-současnost:Confessional
Janet dokončuje své další studiové album nazvané Confessional. Vydala již dvě skladby, titulní skladbu „Confessional“  a naposledy „Saint of the Sinners“. Její další skladba „Honest Men“ vyšla na začátku ledna 2020.

## Umění

### Vlivy
Janet je silně ovlivňována alternativními umělci, zejména City a Color, Johnem Frusciantem, Nirvanou a Devendrem Banhartem.  Jako svou oblíbenou kapelu také uvádí  Red Hot Chili Peppers.

### Významná představení
V roce 2012 vystoupila v Croke Parku před davem o kapacitě 82 300 lidí v rámci poločasové show finále All Ireland Gaelic Football. Vystoupila s coververzí písně „Fix You“ a vlastní písní „Walk Away“.  Vystoupila na X Factor NSPCC Childline Ball dne 18. října, opět zpívala svou původní píseň „Walk Away“ a „Fix You“ od Coldplay, což pomohlo získat více než půl milionu liber na charitu.  Dne 3. listopadu vystupovala v Casement Parku jako součást předzápasové zábavy pro charitativní fotbalový zápas Nadace Michaela na památku Michaela McAreavey. 
Janet vystoupila pro Dalai Lamu dne 18. dubna 2013 jako součást charitativní akce „Children in Crossfire's 'Culture of Compassion' event in Derry“.  Dne 12. května 2013 vystoupila na koncertech v Greystones, Sheffieldu, a to s pouze s doprovodnou kapelou složenou z Roo Walkera (kytara, zpěv), Jima Jayawardena (klávesy), Douga Harpera (bicí), Lauy Kidd (basa, zpěv) a Michaela Giverina (mandolína). Druhý koncert se konal 13. května 2013 v londýnském Troubadouru. 
Hrála se 14 kapelami po celé Británii a Irsku se svou kapelou své „Imaginarium Tour“ v září a říjnu 2013.  Její druhé turné bylo v prosinci 2014 a jmenovalo se „My Delirium Tour“. Měl koncerty po celé Velké Británii, včetně dvou v Severním Irsku. Poslední zastávka turné byla v jejím domovském městě Omagh. 
Začátkem července 2015 hrála v USA 4 koncerty podporující Heffron Drive na jejich turné „Happy Mistakes Unplugged“.  V červenci 2015 se umístila na druhém místě v soutěži Baltic Song Contest. 

## Uznání
Dne 11. května 2012 jí byla městskou radou v Omaghu v hrabství Tyrone za její úspěchy v sérii X Factor 8 udělena Civic Reception (forma pohoštění od malých bufetů a prezentací až po velké formální večeře v závislosti na povaze příležitosti, počtu účastníků a místě konání). 

## Diskografie

### Studiová alba
| Název alba            | Podrobnosti alba                                                                                          | Umístění v žebříčcích | Umístění v žebříčcích | Umístění v žebříčcích | Umístění v žebříčcích |
| Název alba            | Podrobnosti alba                                                                                          | Spojené království    | UK Midweeks           | UK Indie              | UK Indie Breakers     |
| --------------------- | --- | --------------------- | --------------------- | --------------------- | --------------------- |
| Hide & Seek           | - Vydáno: 1. července 2013 - Vydavatel: Pledge Music - Formát: Digitální stahování s omezeným uvolněním   | -                     | -                     | -                     | -                     |
| Running with Scissors | - Vydáno: 9. června 2014 - Vydavatel: Insomnia Music Records / Absolute - Formát: CD, digitální stahování | 43                    | 18                    | 8                     | 1                     |
| Confessional          | - Vydáno: jaro 2020 - Vydavatel: Insomnia Music Records - Formát: CD, digitální stahování                 | -                     | -                     | -                     | -                     |

### EP
| Titul         | Podrobnosti                                                                                                   | Vrcholové pozice grafu |
| Titul         | Podrobnosti                                                                                                   | UK Indie Breakers      |
| ------------- | --- | ---------------------- |
| Nothing Lost  | - Vydáno: 14. srpna 2013 - Vydavatel: PledgeMusic - Formát: Digitální stahování s omezeným uvolněním          | -                      |
| Duvet Daze    | - Vydáno: 25. ledna 2015 - Vydavatel: Insomnia Music Records / Absolute - Formát: CD, digitální stahování     | -                      |
| December Daze | - Vydáno: 27. listopadu 2015 - Vydavatel: Insomnia Music Records / Absolute - Formát: CD, digitální stahování | 14                     |
| Little Lights | - Vydáno: 4. listopadu 2016 - Vydavatel: Insomnia Music Records / Absolute - Formát: CD, digitální stahování  | -                      |

### Singly
| Singl                  | Rok  | Vrcholová poloha grafu | Vrcholová poloha grafu | Vrcholová poloha grafu | Vrcholová poloha grafu | Vrcholová poloha grafu | Album                            |
| Singl                  | Rok  | Spojené království     | UK Indie               | UK Indie Breakers      | UK Physical            | Špička BEL (Fl)        | Album                            |
| ---------------------- | ---- | ---------------------- | ---------------------- | ---------------------- | ---------------------- | ---------------------- | -------------------------------- |
| Wonderful              | 2013 | -                      | 25                     | 3                      | -                      | -                      | Skrýt a hledat a běžet s nůžkami |
| House of Cards         | 2014 | -                      | -                      | -                      | -                      | 34                     | Běh s nůžkami                    |
| Creatures of the Night | 2014 | -                      | -                      | -                      | -                      | -                      | Skrýt a hledat a běžet s nůžkami |
| Whisky Lullabies       | 2015 | -                      | -                      | -                      | -                      | -                      | Běh s nůžkami                    |
| Outernet Song          | 2016 | -                      | -                      | -                      | 7                      | -                      | n / a                            |
| I Lied To You          | 2018 | -                      | -                      | -                      | -                      | -                      | n / a                            |
| Confessional           | 2019 | -                      | -                      | -                      | 3                      | -                      | Zpovědní                         |
| Saint of the Sinners   | 2019 | -                      | -                      | -                      | 5                      | -                      | Zpovědní                         |

### Jako hostující umělec
| Rok  | Singl                                              | Vrcholová poloha grafu | Vrcholová poloha grafu | Vrcholová poloha grafu | Poznámky                                                                                             |
| Rok  | Singl                                              | Spojené království     | IRL                    | SCO </br>              | Poznámky                                                                                             |
| ---- | -------------------------------------------------- | ---------------------- | ---------------------- | ---------------------- | --- |
| 2011 | Wishing on a Star                                  | 1                      | 1                      | 1                      | součást finalistů The X Factor 2011 společně s JLS a One Direction                                   |
| 2015 | Beautiful to Me (SHY & DRS featuring Janet Devlin) | 85                     | 39                     | 25                     | |
| 2016 | Lost (Gareth Emery featuring Janet Devlin)         | -                      | -                      | -                      | Remake její písně Things We Lost in the Fire, která byla uvedena na jejím albu Running with Scissors |

### Hudební videa
| Titul                                                                           | Rok  | Režie            |
| ------------------------------------------------------------------------------- | ---- | ---------------- |
| Wishing on a Star (The X Factor Finalists 2011 featuring JLS and One Direction) | 2011 |                  |
| Wonderful                                                                       | 2013 | Gary Dumbill     |
| House of Cards                                                                  | 2014 | Henry Steedman   |
| Creatures of the Night                                                          | 2014 | Gary Dumbill [a] |
| Whisky Lullabies                                                                | 2015 | Henry Steedman   |
| December Daze                                                                   | 2015 | Geoff Cockwill   |
| Outernet Song                                                                   | 2016 | Geoff Cockwill   |
| I Lied To You                                                                   | 2018 | Video s textem   |
| Confessional                                                                    | 2019 | Geoff Cockwill   |
| Saint of the Sinners                                                            | 2019 | Katia Ganfield   |

## Tour
- X Factor Live Tour (2012)
- The Imaginarium Tour (2013)
- My Delirium Tour (2014)
- Happy Mistakes: Unplugged Tour (2015)
- My Opium Tour (2016)